# اچ‌ام‌اس ویدگئون (۱۸۰۶)
اچ‌ام‌اس ویدگئون (۱۸۰۶) (به انگلیسی: HMS Widgeon (1806)) یک کشتی بود که طول آن ۵۶ فوت ۳ اینچ (۱۷٫۱ متر) بود. این کشتی در سال ۱۸۰۶ ساخته شد.